# Odlum Brown Vancouver Open 2009
Die Odlum Brown Vancouver Open 2009 waren ein Tennisturnier der ATP Challenger Tour 2009 für Herren und ein Tennisturnier des ITF Women’s Circuit 2009 für Damen in Vancouver. Sie fanden zeitgleich vom 3. bis 9. August 2009 statt.